# ويليام لينغ
ويليام لينغ (3 أكتوبر 1891 في جنوب أفريقيا - 26 سبتمبر 1960) (بالإنجليزية: William Ling)‏ هو لاعب كريكت جنوب أفريقي. شارك مع منتخب جنوب أفريقيا الوطني للكريكت. أما مع النوادي، فقد لعب مع Eastern Province (cricket team) ‏ وNorthern Cape (cricket team) ‏.

## وصلات خارجية
- ويليام لينغ على موقع إي آس بي آن كريك إنفو (الإنجليزية)